# Ann Marie Fleming
Ann Marie Fleming (Okinawa, USCAR, 1962) es una cineasta, escritora y artista visual canadiense independiente. Es de ascendencia china, de las islas Ryūkyū y australiana. Su película Window Horses se estrenó en 2016.
Su película biográfica animada The Magical Life of Long Tack Sam (2003) ganó el premio al Mejor Documental en el Festival de Cine Asiático de San Diego y en el Festival de Cine Independiente de Victoria. Es bisnieta del mago, acróbata y vodevil chino Long Tack Sam.

## Biografía
Fleming se licenció en inglés en la Universidad de British Columbia en 1984, y se diplomó en animación en el Emily Carr Institute of Art and Design y la Open University en 1989. Más tarde, hizo un máster en la Escuela de Arte Contemporáneo de la Universidad Simon Fraser Completó el Laboratorio de Directores del Programa de Cine de Entretenimiento Cineplex en 1992 y fue residente en el Canadian Film Centre (CFC) en Toronto en el mismo año hasta 1993. Al año siguiente, fue elegida por el pintor Lawrence Weiner para ser artista residente en la Akademie Schloss Solitude de Stuttgart hasta 1995.
Fleming se graduó como asesora cinematográfico en la Escuela del Instituto de Arte de Chicago y cofundó Global Mechanic, una empresa de producción de animación, cine y diseño en Vancouver. También fue la artista multicultural residente Phil Lind en la Universidad de Columbia Británica desde octubre de 2015 hasta mayo de 2016. Allí, trabajaba con estudiantes en el programa de producción cinematográfica de la universidad y con los interesados en aprender cinematografía.
Fleming apareció por primera vez en la escena artística en la década de 1980 con artistas visuales convertidos en cineastas como Fumiko Kiyooka, Linda Ohama y Mina Shum. Fleming y Shum se conocieron como estudiantes en 1989 y desde entonces siguen siendo amigas. Fue a través de Shum que conoció a la actriz Sandra Oh en 1994. Fleming se reunió más tarde con Oh en el Festival Internacional de Cine de Toronto en 2014 y le pidió que realizara una voz en off y produjera su película animada, Window Horses (2016). La película está financiada en gran parte por crowdfunding a través de Indiegogo.

## Stick Girl
En sus primeros días como estudiante de animación en la década de 1980, Fleming se negó a abandonar la escuela después de sufrir lesiones en un accidente automovilístico. Su movilidad severamente limitada durante la recuperación le permitió dibujar solo 'pequeños gestos' que llevaron a la creación de su icónica avatar y musa, 'Stick Girl'. Stick Girl tiene dos líneas negras inclinadas para los ojos, lo que refleja su herencia asiática. Fleming usa Stick Girl para representarse a sí misma en su documental biográfico, The Magical Life of Long Tack Sam (2003). Stick Girl también interpretará a Rosie Ming (con la voz de Sandra Oh), una poeta asiático-canadiense con raíces chinas y persas, en Window Horses. 

## La vida mágica de Long Tack Sam(2003)
Mientras se recuperaba del accidente de tráfico, Fleming adquirió 16 carretes de película mm, películas caseras de su bisabuelo, el misterioso mago asiático, Long Tack Sam. Intrigada, fue a averiguar más sobre cómo un chino podría haber sido una estrella de vodevil de éxito durante los días de luchas políticas y tensiones raciales a principios del siglo XX, quien, como la película revela más tarde, era mundialmente conocido, pero olvidado.
Como narradora y personaje de la historia, Fleming sigue los pasos de su abuelo por todo el mundo, desde Canadá hasta Estados Unidos, China, Inglaterra, Austria y luego de regreso a Canadá. Su viaje por la claridad resulta difícil cuando surgen historias de origen contradictorias de Sam. Daniella Trimboli sostiene que en lugar de centrarse en las multiplicidades, Fleming deconstruye la idea de la verdad singular combinando formas documentales tradicionales con sus técnicas de narración no convencionales. Fleming lo trabajó combinando tiras de cómics para las historias de origen de Sam y la animación de personajes en fotografías antiguas con entrevistas, narración en primera persona y metraje antiguo.
La vida mágica de Long Tack Sam es parte de un subgénero que Jim Lane llama el '"documental de retratos de familia" en el que los límites de las historias públicas y privadas se cruzan a medida que la vida del cineasta se entrelaza con la familia en foco, como una autobiografía que superpone la biografía de la familia. Rocio C. Davis ve el documental como un proyecto importante y producto de la revisión cultural e histórica canadiense asiática, una forma de que Fleming reclame para su antepasado y, por extensión, para ella misma, un lugar dentro de la narrativa cultural e histórica de Canadá. Trimboli también señala que la película puede ser una herramienta útil para involucrarse en el cosmopolitismo con su "persistente autorreflexión" sobre las ideas y temas de las diferencias culturales, la identidad étnica y el orientalismo.
En 2007, Fleming adaptó a novela gráfica de la película que ganó el "Premio al Mejor Libro" de Doug Wright por novelas gráficas en 2008 y tuvo dos nominaciones al premio Eisner.

## Filmografía
- Waving (1987)
- You Take Care Now (1989)
- New Shoes: an interview in exactly 5 minutes (1990) — a segment of movie Five Feminist Minutes
- Pioneers of X-Ray Technology (1991)
- So Far So... (1992)
- It's Me, Again (1993)
- Buckingham Palace (1993)
- La Fabula della bella Familia auf du World (1993)
- My Boyfriend Gave Me Peaches (1994)
- I Love My Work (1994)
- Pleasure Film (Ahmed's Story) (1995)
- Automatic Writing (1996)
- Great Expectations: not what you're thinking (1997)
- AMF's Tiresias (1998)
- One & Only (1999)
- Hysterical: the musical (2000)
- Lip Service: a mystery (2001)
- Aguas de Março (2002)
- Blue Skies (2002)
- The Magical Life of Long Tack Sam (2003)
- Room 710 (2005)
- The French Guy (2005)
- My Obscure Object of Desire (2006)
- Running (2008)
- Landslide (2008)
- My Place webisodes (2009)
- Window Horses Karaoke Project (2009)
- I Was a Child of Holocaust Survivors (2010)
- Gluttony (2011)
- Big Trees (2013)
- Window Horses (2016)
- Vancouver April 2020 18:59:30 PT (2020)

## Premios
- Festival de Cine Independiente de Northampton
- Festival de Cine Underground de Boston
- Festival de Cine de Ann Arbor
- Festival de Cine Northwest
- Festival de Cine Asiático de San Diego
- Festival Internacional de Cine Asiático Reel
- Festival Internacional de Cine de Toronto (mejor cortometraje canadiense, tres veces ganador)
- Premio de las Artes de Vancouver
- Festival de Cine de Victoria - premio documental
- Festival Internacional de Cine de Vancouver - Mejor película canadiense, mejor película de Columbia Británica
- Festival Internacional de Cine de Gijón Mejor largometraje de animación
- Festival Internacional de Cine de Animación de Stuttgart - Animovie - mejor largometraje
- Asia Pacific Screen Awards a la mejor película animada